# Ладіслав Фоучек
Ладіслав Фоучек (Ladislav Fouček, 10 грудня 1930 — 4 липня 1974) — чехословацький велогонщик.
Срібний призер Олімпійських Ігор 1956 (гіт на 1 км), 1956 (тандем) років, учасник 1952 року.